# Pata de ganso

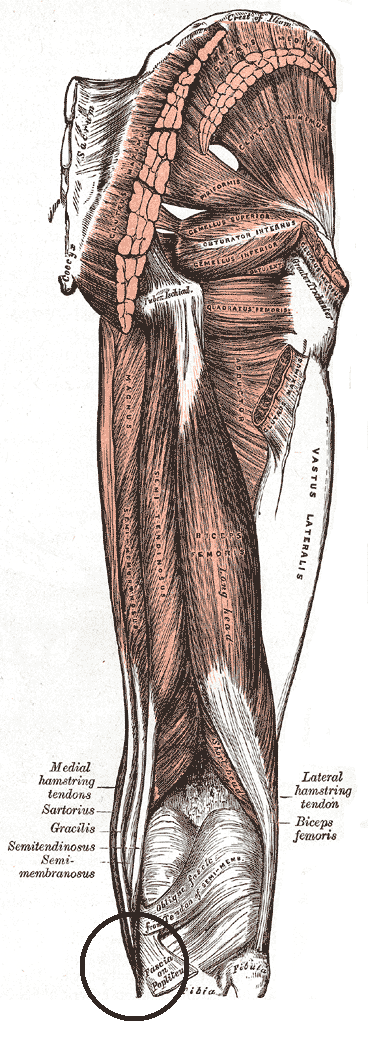
A região de inserção dos tendões está indicada pelo círculo.

Pata de ganso (lat. pes anserinus) é um conjunto de tendões de músculos da coxa que se inserem proximalmente na tíbia. Localiza-se na extremidade proximal desse osso, na região anteromedial da perna. É formada pelos tendões dos músculos sartório, grácil e semitendíneo, que participam da rotação medial, ou interna do joelho.

## Significado clínico
Esse tendão pode ser acometido por um processo inflamatório (bursite), comum em algumas populações, que pode surgir junto com outros problemas no joelho, como, por exemplo, artrite. Mais frequente em mulheres obesas de meia-idade, praticantes de esportes e indivíduos acima de 50 anos que possuem osteoatrite no joelho.
É um dos grandes causadores de dor na região do joelho, seja por inflamação ou por estresse.